# Oklukova Gora
Oklukova Gora – wieś w Słowenii, w gminie Brežice. W 2018 roku liczyła 69 mieszkańców.